# Al-Budajji
Al-Budajji (arab. البديع) – miasto w Bahrajnie; 35 tys. mieszkańców (2006). Przemysł spożywczy.